# Ibn Khaldun

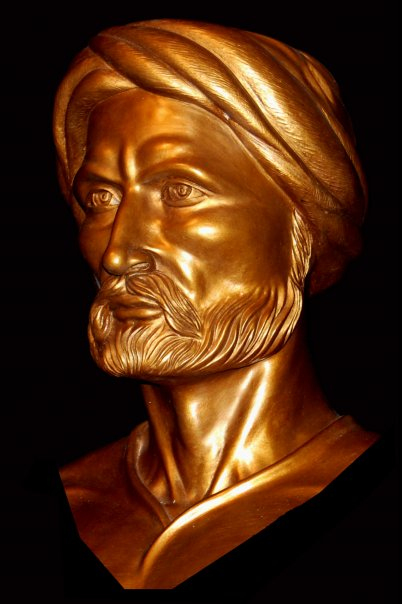

Ibn Khaldūn hay Ibn Khaldoun (tên đầy đủ, tiếng Ả Rập: أبو زيد عبد الرحمن بن محمد بن خلدون الحضرمي, Abū Zayd ‘Abdu r-Raḥman bin Muḥammad bin Khaldūn Al-Hadrami, (ngày 27 tháng 5 năm 1332/732 AH - ngày 19 tháng 3 năm 1406/808 AH) là một nhà thông thái Bắc Phi  - nhà thiên văn học, nhà kinh tế học, sử gia, học giả Islamic, nhà thần học Islamic, hafiz, luật gia, luật sư, nhà toán học, nhà chiến lược quân sự, nhà dinh dưỡng học, triết gia, nhà khoa học xã hội và nhà chính trị sinh ở Bắc Phi nay là Tunisia. Bố mẹ ông là người Ba Tư Ông được xem là người tiên phong trong một số lĩnh vực khoa học xã hội: nhân khẩu học, lịch sử văn hóa, thuật chép sử, lịch sử triết học, và xã hội học. Ông cũng được xem là một trong những người tiên phong trong lĩnh vực kinh tế học hiện đại, cùng với học giả - triết gia người Ấn Độ Chanakya. Ngoài ra, Ibn Khaldun còn được xem là cha đẻ của một số chuyên ngành khác, và các chuyên ngành thuộc khoa học xã hội, tiên đoán trước một số yếu tố xuất hiện các chuyên ngành vài thế kỷ ở phương Tây. Ông nổi tiếng với tác phẩm Muqaddimah (hay Prolegomenon ở phương Tây), là quyển sách đầu tiên của ông về lịch sử toàn cầu, Kitab al-Ibar.

### Tiếng Anh
- Complete Muqaddimah/Kitab al-Ibar in English (without Chapter V, 13)
- Ibn Khaldun on the Web Lưu trữ ngày 24 tháng 6 năm 2004 tại Wayback Machine
- Ibn Khaldun: His Life and Work, by Muhammad Hozien
- Muslim Scientists and Scholars - Ibn Khaldun Lưu trữ ngày 30 tháng 4 năm 2004 tại Wayback Machine
- Ibn Khaldūn, from Arnold Toynbee, A Study of History vol. iii, III. C. II. (b), p. 321
- Ibn Khaldun’s Philosophy of Management and Work Lưu trữ ngày 14 tháng 10 năm 2006 tại Wayback Machine
- Ibn Khaldun (al-Muqaddimah): Methodology & concepts of economic sociology Lưu trữ ngày 31 tháng 8 năm 2006 tại Wayback Machine
- Ibn Khaldun. The Mediterranean in the 14th century: Rise and fall of Empires Lưu trữ ngày 28 tháng 9 năm 2007 tại Wayback Machine. Andalusian Legacy exhibition in the Alcazar of Seville
- The Ibn Khaldoun Community Service Award Lưu trữ ngày 18 tháng 3 năm 2008 tại Wayback Machine
- Ibn Khaldun meets Al Saud

### Khác
- Chapters from the Muqaddimah and the History of Ibn Khaldun in Arabic Lưu trữ ngày 7 tháng 5 năm 2004 tại Wayback Machine
- Dutch biography Lưu trữ ngày 13 tháng 3 năm 2008 tại Wayback Machine
- Ismail Küpeli: Ibn Khaldun und das politische System Syriens - Eine Gegenüberstellung, München, 2007, ISBN 978-3-638-75458-3 (German e-book about the politics of Syria with reference to the political theory of Ibn Khaldun)